# Campus Senador Helvídio Nunes de Barros da Universidade Federal do Piauí
O Campus Senador Helvídio Nunes é um dos campi da Universidade Federal do Piauí (UFPI).

## História
Localizado em Picos, a história do campus se iniciou no início da década de 1970. Em 1972, a Universidade Federal de Goiás instalou o campus avançado no município, como parte do projeto dos militares em expandir projetos de assistência em cidades do interior do país. O campus manteve-se ativo até 1984 com a participação do Projeto Rondon.
Simultaneamente a isso, era criado o Campus Senador Helvídio Nunes em 1982 com cinco cursos. No entanto, a falta de estrutura, documentação e baixo índice de aprovação nos vestibulares fez com que a UFPI decidisse fechar o campus em 1987. A reabertura só se deu em 1991 e, desde então, o campus manteve-se aberto, com a expansão de seus cursos.